# برونو بوجا
برونو بوجا (بالألبانية: Bruno Puja‏) هو لاعب كرة قدم ألباني في مركز حراسة المرمى، ولد في 20 يناير 2000 في كافايه في ألبانيا. شارك مع منتخب ألبانيا تحت 17 سنة لكرة القدم. أما مع النوادي، فقد لعب مع KF Besa Kavajë ‏.

## وصلات خارجية
- برونو بوجا على موقع الاتحاد الأوربي (الإنجليزية)
- برونو بوجا على موقع قاعدة بيانات كرة القدم.إي يو (الإنجليزية)
- برونو بوجا على موقع Soccerway.com (الإنجليزية)